# FC Kolos Kovalivka
Futbolniy Klub Kolos Kovalivka, ou simplesmente Kolos Kovalivka, é um clube de futebol ucraniano da pequena cidade de Kovalivka, localizada a menos de 100 quilômetros de Kiev.

## História
O clube foi fundado em 2012.
Na temporada 2015-16, a equipe do Kolos disputou a terceira divisão ucraniana e conseguiu o acesso ao ser campeão da mesma. O atacante da equipe, Oleksandr Bondarenko, foi o artilheiro da competição com 20 gols marcados.
Na temporada seguinte, o clube disputou pela primeira vez a segunda divisão, permanecendo por três temporadas (2016-17, 2017-18 e 2018-19 (segundo colocado com 54 pontos, atrás apenas 67 pontos do campeão SC Dnipro-1), conseguindo o acesso à primeira divisão da temporada 2019-20.
Atualmente, o clube disputa a primeira divisão do Campeonato Ucraniano de Futebol.

## Brasileiros no elenco
Na temporada 2021-22, dois brasileiros fazem parte do elenco do clube: Diego Carioca que já jogou pelo Aimoré, Lajeadense,  FC Vitebsk e pelo  Shakhtyor antes de chegar ao Kolos em 2021.[carece de fontes?] O outro brasileiro do elenco é o atacante Renan de Oliveira, que já defendeu as cores de  ViOn Zlaté,  Mosta FC,  San Ġwann, FC Lviv e  Gil Vicente.

## Elenco 2021-22
Fontes: koloskovalivka.com e upl.ua.
Nota: Bandeiras indicam equipe nacional, conforme definido pelas regras de elegibilidade da FIFA. Os jogadores podem ter mais de uma nacionalidade não-FIFA.
| N.º |              | Posição | Jogador                |
| --- | ------------ | ------- | ---------------------- |
| 2   | Eslovénia    | D       | Matija Rom             |
| 4   | Ucrânia      | D       | Taras Sakiv            |
| 5   | Ucrânia      | D       | Kyrylo Petrov          |
| 6   | Camarões     | M       | Alvaro Ngamba          |
| 7   | Ucrânia      | A       | Volodymyr Lysenko      |
| 8   | Ucrânia      | M       | Vladyslav Veleten      |
| 9   | Brasil       | M       | Diego Carioca          |
| 11  | Azerbaijão   | A       | Anatoliy Nuriyev       |
| 14  | Ucrânia      | M       | Vadym Milko            |
| 15  | Ucrânia      | D       | Oleksandr Chornomorets |
| 19  | Brasil       | A       | Renan de Oliveira      |
| 20  | Ucrânia      | M       | Vyacheslav Churko      |
| 21  | Ucrânia      | D       | Yevhen Novak           |
| 22  | Bielorrússia | D       | Aleksandr Pavlovets    |

| N.º |              | Posição | Jogador             |
| --- | ------------ | ------- | ------------------- |
| 25  | Ucrânia      | G       | Yevhen Volynets     |
| 30  | Ucrânia      | M       | Anton Salabay       |
| 33  | Ucrânia      | G       | Volodymyr Makhankov |
| 35  | Bielorrússia | D       | Nikolay Zolotov     |
| 49  | Geórgia      | A       | Nika Sichinava      |
| 69  | Ucrânia      | M       | Oleh Ilyin          |
| 72  | Ucrânia      | G       | Kiril Fesyun        |
| 90  | Ucrânia      | M       | Andriy Bohdanov     |
| 94  | Senegal      | M       | Mamadou Danfa       |
| 99  | Ucrânia      | M       | Yevhen Zadoya       |
|     | Ucrânia      | M       | Yevhen Morozko      |
|     | Ucrânia      | M       | Pavlo Orikhovskyi   |
|     | Ucrânia      | M       | Stanislav Sorokin   |
|     | Ucrânia      | M       | Andriy Totovytskyi  |